# Karl von Doll

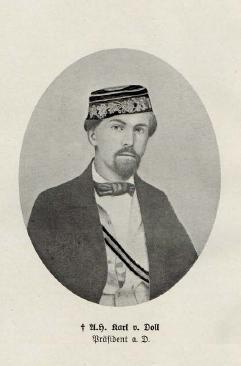
Karl v. Doll

Karl Friedrich Ferdinand Doll, ab 1894 von Doll, (* 18. September 1834 in Stuttgart; † 24. Dezember 1910 in Cannstatt) war ein deutscher Staatsbeamter, Dichter und Sagensammler.

## Leben
Doll legte am Gymnasium Ulm 1854 sein Abitur ab. Ab dem Wintersemester 1855/56 studierte er Verwaltungslehre an der Eberhard Karls Universität Tübingen. Hier schloss er sich der Studentenverbindung Landsmannschaft Schottland an.
Von 1861 bis 1870 arbeitete er als Oberamtsaktuar in Marbach am Neckar, danach bis 1872 als Assessor in Reutlingen. Von 1872 bis 1879 war er Oberamtmann in Calw und wechselte anschließend nach Stuttgart, wo er im Ministerium des Innern tätig war. 1882 wurde er zum Regierungsrat und Oberregierungsrat, 1900 zum Regierungsdirektor befördert. Er war ordentliches Mitglied des Verwaltungsrats der Gebäudebrandversicherungsanstalt.

## Ehrungen
- 1882: Ritterkreuz I. Klasse des Friedrichs-Ordens
- 1894: Ehrenkreuz des Ordens der württembergischen Krone ausgezeichnet[2][3], verbunden mit der Erhebung in den persönlichen Adelsstand (Nobilitierung).
- 1879 wurde eine Gedenktafel für Doll, an einem Brunnen, in der Friedrichstraße in Hornberg, angebracht, die dort noch heute hängt

## Veröffentlichungen
Zu seinem schriftstellerischen Werk zählt neben Gedichten und schwäbischen Sagen auch studentisches Liedgut.
- Schwäbische Balladen. Kohlhammer, Stuttgart 1883.
- Das Württembergische Gesetz über die Gemeindeangehörigkeit vom 16. Juni 1885: mit Erläuterungen und einer Zusammenstellung der wichtigsten auf das Leben in der Gemeinde bezüglichen Gesetze, Verordnungen und Verfügungen. Heß Verlag, Stuttgart 1886.
- Die Staatsrechtlichen Verhältnisse des deutschen Reichs und des Königreichs Württemberg: zu Lehr- und Studienzwecken und zum Gebrauch für weitere Kreise. Kohlhammer, Stuttgart 1908.